# Museum van de stadsbewoner van de 19e eeuw
Het Museum van de stadsbewoner van de 19e eeuw is een museumwoning in de Estse stad Tartu. Het biedt bezoekers de mogelijkheid om het interieur en het dagelijks leven van een huis uit de jaren 1830 te ervaren. De museumwoning, gelegen nabij de Sint Janskerk, bevindt zich in een houten huis dat voltooid werd in de jaren 1740 en behoort tot een van de oudste overlevende gebouwen in Tartu. De authentieke inrichting omvat een Duitse Biedermeier-stijl woonkamer, eetkamer, studeerkamer, slaapkamer, een keuken met een rijke collectie huishoudelijke voorwerpen en een Engelse kachel. Het museum heeft geen elektrische verlichting en wordt volledig belicht door kaarslicht. Het museum wordt beheerd door het Stadsmuseum van Tartu.